# Sant Martí de Campelles
Sant Martí de Campelles és una església de Campelles (Ripollès) protegida com a Bé Cultural d'Interès Local.
Situada al centre de la població, és un edifici romànic que conserva una part del pany de paret de migdia de l'església original que data del 1035. És d'origen medieval, reformada el segle XIX.